# Henry Kälarne

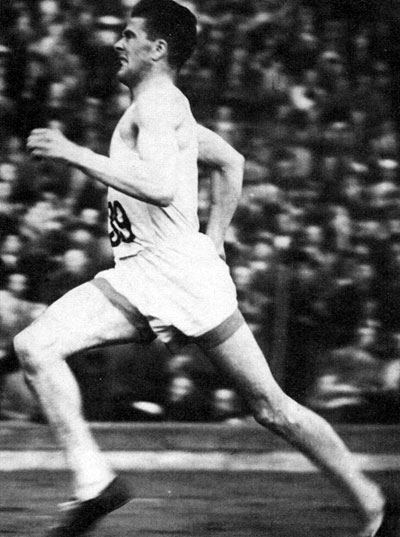
Henry Kälarne

John Henry Kälarne, före 1940 Jonsson, född 12 maj 1912 i Kälarne, Håsjö socken, Jämtland, död 9 mars 2001 i Stockholm, var en svensk friidrottare (medel- och långdistanslöpning). Inhemskt tävlade han för Kälarne IK, SoIK Hellas samt Brandkårens IK. Han utsågs till Stor grabb nummer 86 i friidrott. Han var anställd vid Stockholms brandkår till 1972. 
I likhet med Gunder Hägg och Arne Andersson avstängdes han 1946 på livstid för brott mot amatörbestämmelserna.
Som barn var han sjuklig och han frikallades från militärtjänsten. Han byggde upp sin fysik med hård träning, men drogs med mycket sjukdom och skador under sin aktiva karriär. Efter genomgången folkskola i Kälarne arbetade han inom olika yrken. 1935–1937 genomgick han Birka folkhögskola i Jämtland och anställdes därefter vid Stockholms stads brandkår. Han kallades genomgående Henry Kälarna efter sin hemort och moderklubb, och 1938 bytte han officiellt efternamn till Kälarne.
Henry Kälarne är begravd på Sandsborgskyrkogården i Stockholm.

## Främsta meriter
Vid OS 1936 i Berlin erövrade Kälarne bronsmedaljen på 5 000 meter. Han vann silver på samma sträcka vid EM i Paris 1938. 
Han var innehavare av världsrekordet på 3 000 meter från 1940 till 1942 och två världsrekord på stafettlöpning 4 x 1500 meter och 4 x 1 engelsk mil 1941 (med Åke Jansson Spångert, Hugo Karlén och Bror Hellström). Han tilldelades även Svenska Dagbladets bragdmedalj 1940 för "världsrekordet på 3 000 meter". 
Kälarne delade det svenska rekordet på 1 500 meter med Arne Andersson och Gunder Hägg 1941 till 1942. Han hade det svenska rekordet på 5 000 m från 1936 till 1941 (med undantag av en kort period 1940). 
Henry Kälarne vann SM på 1 500 meter 1936 och 1940, på 5 000 m åren 1935, 1937, 1938 och 1939 samt i terräng 8 000 meter åren 1935 till och med 1939.

## Idrottskarriär
Henry Kälarne gjorde sig ett namn som terränglöpare på 1930-talet men hade också stora framgångar som banlöpare i längre medeldistans och långdistans. År 1934 vann han sina första SM-medaljer och 1935 vann han SM på 5 000 meter och 8 000 m terräng. I början av sin karriär ansågs han ha en svag slutspurt, något som han specialtränade och blev en av världens främsta spurtare i långdistans.
År 1936 tävlade han för Hellas i svenska mästerskapen och han deltog vid de olympiska spelen i Berlin 1936 där han kom trea på 5 000 meter med tiden 14.29,0 vilket betydde förbättring av Edvin Wides svenska rekord från 1925. Under året vann han även SM på 1 500 meter samt ånyo på 8 000 m terräng. Han slog även Edvin Wides svenska rekord på 3 000 meter från 1926 (8.20,8) med ett lopp på 8.16,2. 
Han blev brandsoldat efter de olympiska spelen och började tävla för Brandkåren året efter. Åren 1937, 1938 och 1939 vann han tre konsekutiva SM på 5 000 meter samt fullföljde en serie på fem SM-tecken i rad i löpning 8 km terräng.
År 1937 förbättrade han sitt svenska rekord på 3 000 meter till 8.15,8. 
Den 21 juni 1938 förbättrade Kälarne sitt svenska rekord på 5 000 meter till 14.28,8. Senare samma år deltog han vid EM i Paris och kom då den 4 september tvåa på 5 000 meter med tiden 14.27,4 vilket betydde ytterligare en förbättring av rekordet. Han förlorade det temporärt till Thore Tillman som den 16 juni 1939 sprang på 14.24,8. Kälarne återtog dock rekordet påföljande månad (27 juli 1939) i Stockholm med ett lopp på 14.18,8, och fick behålla det tills Bror Hellström förbättrade det ytterligare 1941.
Kälarne förbättrade 1939 sitt svenska rekord på 3 000 meter till 8.15,4.
Den 7 augusti 1940 tangerade Kälarne (och även Gunder Hägg) i Göteborg Arne Anderssons svenska rekord på 1 500 meter (3.48,8). Detta rekord förbättrades 1941 av Gunder Hägg. Den 14 augusti 1940, i Stockholm, satte Kälarne även nytt världsrekord på 3 000 meter med tiden 8.09,0 (finländaren Gunnar Höckert hade det gamla rekordet sedan 1936 - 8.14,8). Världsrekordet stod sig i två år till 1942 då Gunder Hägg tog över rekordet. Kälarne tog 1940 ytterligare ett SM-tecken, på 1 500 meter.
Han var en förgrundsgestalt inom träningsmetodik och tävlingsförberedelser, vilket uppmärksammade redan när han var aktiv och som kopierades av både medtävlare och inspirerade andra idrotter. År 1946 förlorade han sitt amatörskap samtidigt med Gunder Hägg och Arne Andersson och avstängdes från tävlande. Då hade han dock redan slutat tävla.